# Ferrovia Circumetnea
La ferrovia Circumetnea è una linea ferroviaria italiana a scartamento ridotto che in origine collegava Catania a Riposto, compiendo il periplo dell'Etna e attraversando diversi centri pedemontani etnei. 
Dal 16 giugno 2024 il capolinea della ferrovia è stato spostato da Catania Borgo a Paternò; in questa tratta l'esercizio ferroviario è stato temporaneamente rimpiazzato da autoservizio sostitutivo su strada, nell'attesa che venga definitivamente sostituito, al termine dei lavori di costruzione, dalla metropolitana di Catania (a doppio binario, a scartamento ordinario ed elettrificata). 
La ferrovia Circumetnea è gestita dalla Direzione generale Trasporto pubblico locale del Ministero delle infrastrutture e dei trasporti, che ha in carico anche la gestione della metropolitana di Catania e dei servizi automobilistici integrativi e suburbani.

## Storia

### Il progetto
Il progetto di una ferrovia che si inerpicasse sui fianchi dell'Etna fino a Bronte, prese le mosse dalla circolare emanata il 20 settembre 1870 dal presidente della "commissione provinciale per lo studio di linee ferroviarie della provincia di Catania", Salvatore Majorana-Calatabiano, con i preliminari per la creazione di un consorzio tra i comuni interessati ad una ferrovia che, partendo dalla stazione di Bicocca, salisse per Paternò, Licodia, Biancavilla e Adernò fino a Bronte.
| Tratta                      | Inaugurazione     |
| --------------------------- | ----------------- |
| Catania Borgo–Adrano        | 2 febbraio 1895   |
| Catania Gaito–Catania Borgo | 13 marzo 1895     |
| Adrano–Bronte               | 2 giugno 1895     |
| Lave Castiglione–Giarre     | 1º luglio 1895    |
| Bronte–Lave Castiglione     | 30 settembre 1895 |
| Giarre–Riposto              | 25 novembre 1896  |
| Catania Porto–Catania Gaito | 10 luglio 1898    |

L'approvazione, nel 1879, della legge 5002 ("legge Baccarini") accelerò la concretizzazione di proposte su impulso da parte della provincia, della Camera di Commercio di Catania e dei comuni dei centri pedemontani etnei, interessati per la creazione di un vero e proprio sistema ferroviario economico e a scartamento ridotto (quella che poi è stata la Circumetnea), che prevedesse, fino ad Adernò (Adrano), oltre al tracciato, anche la creazione di un bivio in quest'ultima stazione che desse origine ad una ferrovia per Leonforte e Nicosia, e un'altra per raggiungere a Giardini la già esistente ferrovia Messina-Catania.
Le discussioni tra opposizioni e richieste di varianti, portarono ad abbandonare il progetto di prosecuzione su Giardini, in favore del raggiungimento di Giarre-Riposto. Tuttavia il primo atto di riconoscimento ufficiale si ebbe solo con il regio decreto del 31 dicembre 1883, e la concessione dei lavori da parte del ministro del tesoro Giovanni Giolitti giunse il 23 maggio 1889.

### La costruzione e l'inaugurazione della linea

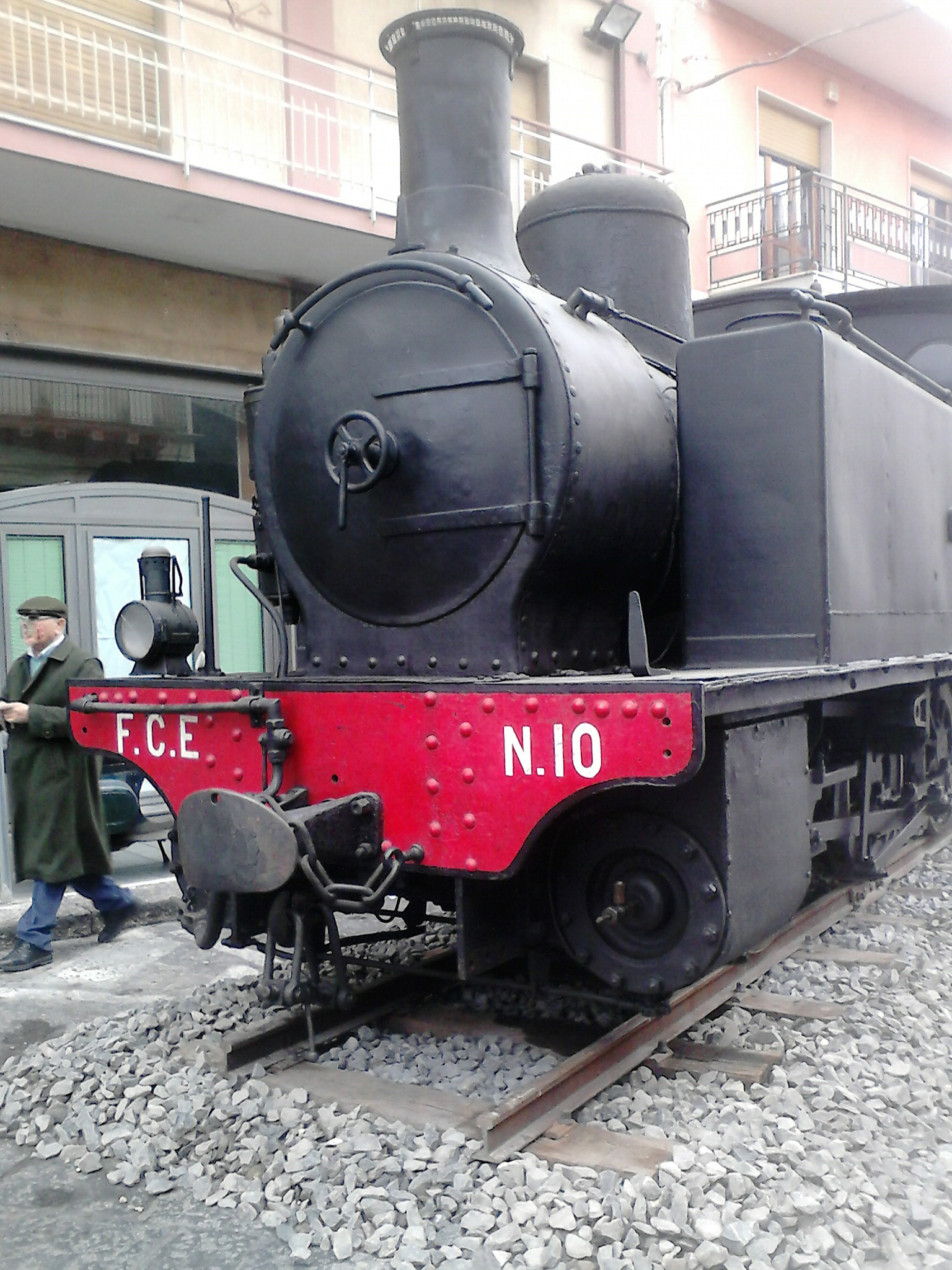
La locomotiva n.10, denominata Mascali, esposta a Misterbianco durante le festività natalizie del 2013.

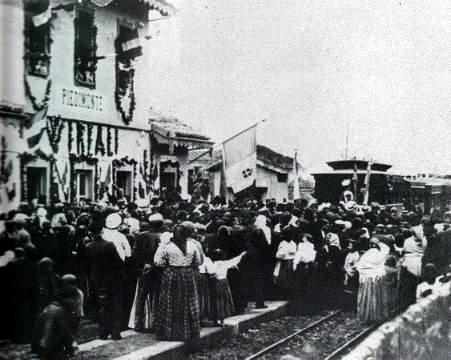
Accoglienza dei Reali di Savoia, presso la stazione di Piedimonte (FCE) (1911).

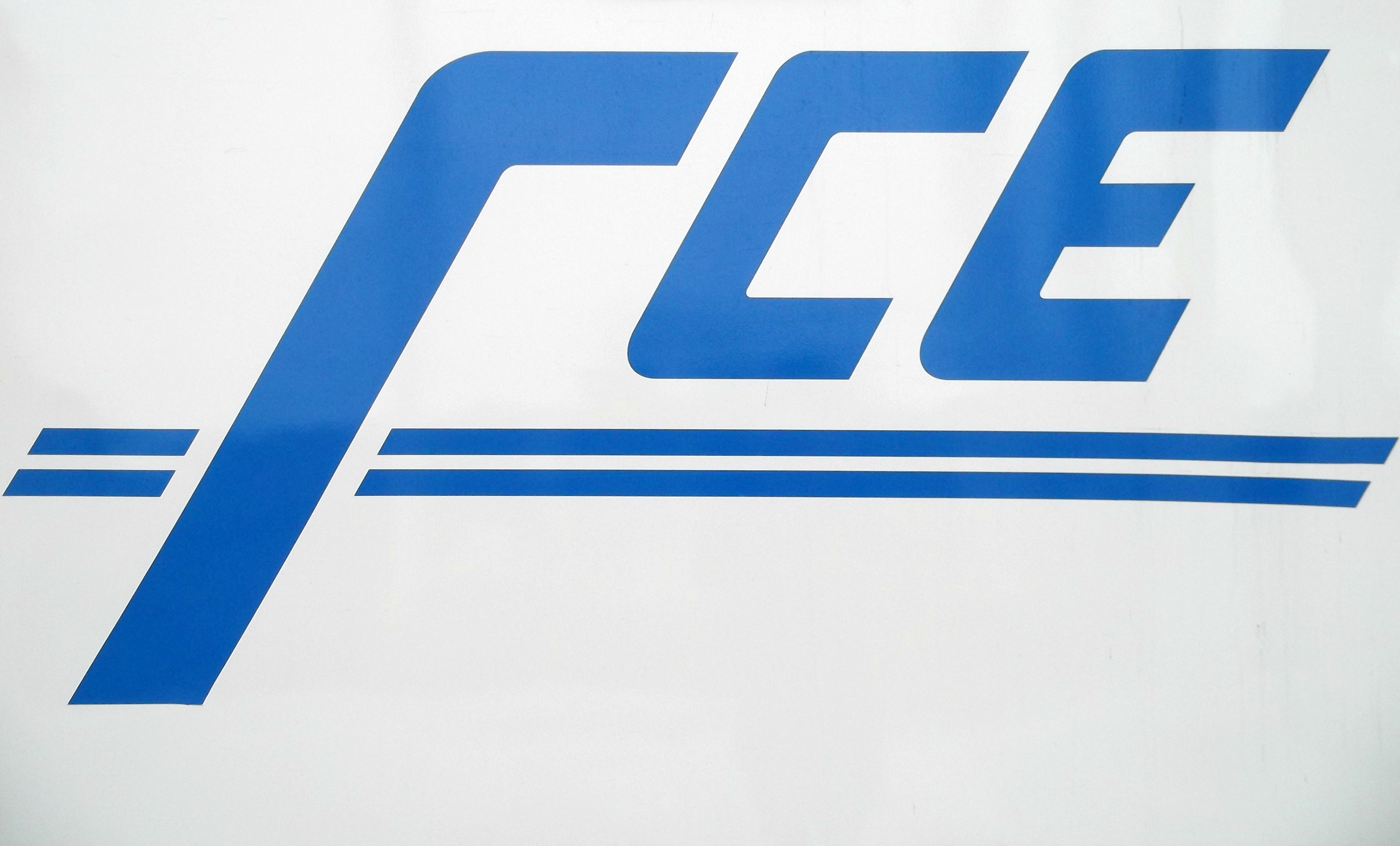
Il logo FCE dell'ADe 18, denominata La Prima (serie automotrici ADe 11-20).

La concessione ottenuta dal consorzio venne quindi sub-concessa alla Società Siciliana di Lavori pubblici, società che faceva capo all'imprenditore inglese Robert Trewhella, personaggio molto noto all'epoca. Due notabili catanesi, appartenenti alla famiglia Asmundo, Michele Scammacca Asmundo e Francesco Asmundo, erano rispettivamente presidente e vice presidente del consiglio d'amministrazione della società. Il progetto iniziale subì alcune variazioni, e rimase inattuata l'idea di creare una linea che effettuasse un periplo completo dell'Etna con ritorno a Catania; venne comunque deciso che la linea doveva essere costruita secondo il tipo 4 delle ferrovie economiche previste dalla legge, ovvero a scartamento ridotto e a binario unico.
Le stazioni furono progettate in stile italiano, con colorazioni che andavano dal giallo ocra al rosso mattone.
Il 2 febbraio 1895 entrò in funzione il tratto Catania-Adernò (dal 1929 Adrano), e a breve distanza di tempo, anche gli altri. Il 10 luglio 1898, la tratta che va da Riposto al porto di Catania, era interamente percorribile con la trazione a vapore, ed una velocità massima di linea ammessa di 27 km/h. In tempi abbastanza brevi, erano stati costruiti 22 ponti, 22 viadotti e 6 tunnel, oltre a numerose opere annesse, come stazioni, rimesse e case cantoniere..
La trazione venne affidata alle locotender a vapore di rodiggio 0-3-0; le locomotive, in numero di dodici, ricevettero ciascuna un nome scelto tra le principali località attraversate.
L'attivazione della ferrovia permise ai centri di Adrano, Bronte, Maletto, Randazzo e Linguaglossa di potersi affrancare da un isolamento che durava ormai da secoli.
Edmondo De Amicis vi compì un viaggio all'inizio del XX secolo di cui rimane il racconto nell'opera «Ricordi di un viaggio in Sicilia».
Il 30 maggio 1911 viaggiarono sulla linea i Reali d'Italia, Vittorio Emanuele III ed Elena del Montenegro.
Nel 1937, in periodo di autarchia, vennero acquistate e messe in servizio, 6 automotrici Fiat del tipo ALn 56 (chiamate littorine) di fabbricazione nazionale, e caratterizzate da economicità e bassi costi di esercizio, oltre che da una velocità commerciale decisamente più elevata, che dimezzò i tempi di percorrenza. La littorina, che andò a sostituire le prime locomotive a vapore della fine del XIX secolo, segnerà particolarmente la storia della ferrovia, tanto che il treno della Circumetnea viene ancora erroneamente chiamato, dalle persone più anziane o dalla gente dei luoghi attraversati, 'a Litturina.

### Il secondo dopoguerra
Alla fine del 1943, dopo la fine della seconda guerra mondiale, la Circumetnea risultava seriamente danneggiata dai combattimenti che l'avevano interamente coinvolta, durante l'avanzata degli Alleati, con il passaggio del fronte a sud e a nord dell'Etna, le cui operazioni belliche avevano distrutto mezzi ed impianti. Le gravissime difficoltà in cui versava la Società esercente (che aveva mutato nel frattempo la propria denominazione in "Società Etnea di Lavori Pubblici", SELP), accertate da un'inchiesta ufficiale, spinsero il Ministero dei trasporti a revocarle la concessione, con decreto del 14 gennaio 1947, n. 2051, e ad istituire la Gestione commissariale governativa.
Nel 1954 furono acquistate, dalle Officine Ranieri di Roma, due automotrici diesel, immatricolate ALn 541 e 542, con una capienza massima di 52 posti a sedere. Oltre alle automotrici, furono acquistate anche le due relative rimorchiate a carrelli, immatricolate R.551 e 552.
Le difficoltà di esercizio, tuttavia permanevano, in quanto le infrastrutture erano fatiscenti, rabberciate alla meglio dopo le distruzioni, e il parco rotabili era insufficiente, oltre che obsoleto; nel 1959 fu presentata, alla Camera dei deputati, una proposta di legge di iniziativa parlamentare per l'inclusione della "Circumetnea" nella rete ferroviaria FS; la proposta tuttavia non ebbe seguito, e la ferrovia rimase in gestione commissariale governativa.
Nel 1961, per fronteggiare l'aumento della richiesta di servizi viaggiatori, furono acquistate, usate, tre automotrici diesel e monomotore, a 2 assi, sempre di costruzione Ranieri, immatricolate AL 35. Oltre a queste tre automotrici, venne acquistata, sempre usata, e sempre di costruzione Ranieri, un'automotrice diesel e a carrelli, proveniente dalla Ferrovia Rimini-Novafeltria, immatricolata ALn 52.10.
Negli anni 1970 venne finanziato l'acquisto di 13 nuove automotrici diesel-elettriche, di costruzione OMS-TIBB-Fiat Ferroviaria, ovvero le ADe 01-03 e le ADe 11-20, le quali permisero la definitiva scomparsa dei servizi a vapore.
Negli anni 1980 fu deciso l'ulteriore acquisto di 4 automotrici usate, in esubero, dalle Ferrovie Calabro Lucane, e di 6 RALn 60 provenienti dalle dismesse ferrovie Dittaino-Caltagirone e Castelvetrano-Porto Empedocle delle FS.
Nel 1991 entrarono in servizio cinque automotrici diesel-elettriche, ADe 21-25, costruite dalla ITIN di Catania.
L'ultima entrata in servizio di nuovo materiale rotabile risale al 2015 con gli autotreni DMU 001-004 (della serie Newag Vulcano). Sono un complesso automotore binato (DMU), costruito dalla fabbrica polacca Newag, in numero di quattro unità binate.

### Le interruzioni a causa delle colate laviche
Nel corso degli anni, il tracciato della Circumetnea ha subito diverse interruzioni a causa di alcune importanti colate laviche:
- 1911: presso Piedimonte, la linea fu coperta dalla lava;
- 1923: la lava avanzò tra Rovittello e Linguaglossa[16];
- 1928: un'improvvisa eruzione seppellì l'abitato di Mascali, interrompendo la ferrovia fino al 1931;
- 1981: la lava coprì un notevole tratto di binario a sud-est di Randazzo,[17] dal km 75+073 al km 76+432, costringendo la Circumetnea a ricostruire il sedime ferroviario più a nord.[18]

Tra le varianti di percorso costruite nel corso degli anni, a causa delle varie eruzioni laviche, fu particolarmente rilevante quella di Castiglione, completata nel 1926, il cui percorso, ricco di numerose opere d'arte di notevole impegno (tra cui otto gallerie e tre viadotti), descriveva un'ansa di circa 10 km che, partendo dalla frazione Rovittello, raggiungeva in salita il comune di Castiglione di Sicilia, da cui ridiscendeva con pendenza più lieve, per ricongiungersi al tracciato originario prima della stazione di Linguaglossa, tagliando fuori quella di Cerro.
La variante di Castiglione, soggetta a numerose frane per la natura debole e argillosa del terreno, fu dismessa nel 1960, in seguito al ripristino del tracciato originario con la stazione di Cerro.

### L'interramento della tratta urbana e la sua conversione in metropolitana

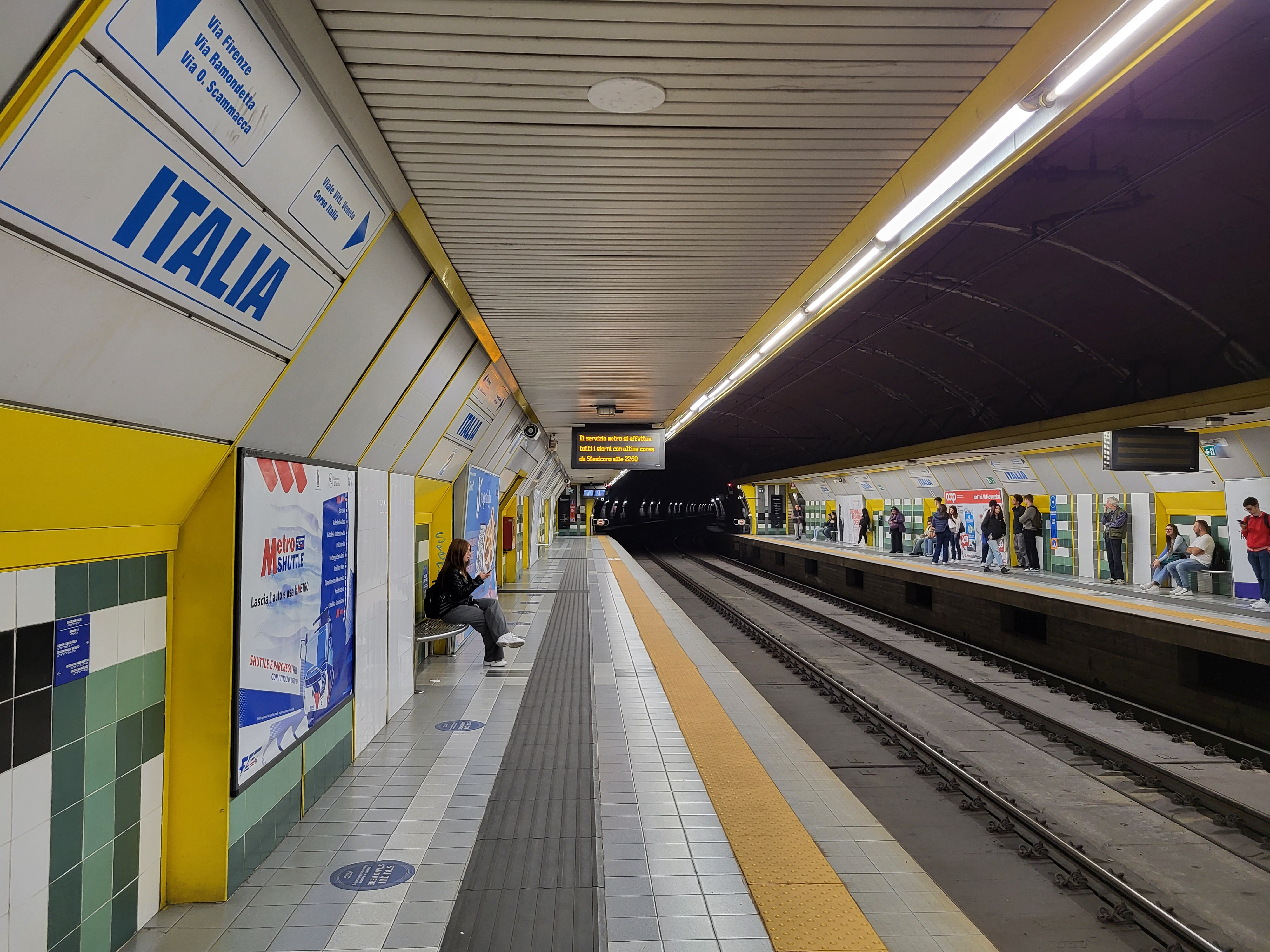
La stazione di Italia della Metropolitana di Catania

All'inizio degli anni 1990 il tratto iniziale, da Catania Porto a Catania Corso Italia, venne interrotto per consentire l'impiantazione del cantiere di piazza Galatea, punto di inizio dell'interramento per la trasformazione in metropolitana. Di conseguenza, fino al 1999, Corso Italia (munita di un paraurti terminale, di un marciapiede e di una biglietteria adiacente), divenne il punto di origine dei treni.
L'apertura della prima tratta della metropolitana di Catania avvenne il 29 giugno 1999; era lunga 3,8 km e comprendeva sei fermate: CT Porto, FS, Galatea, Italia, Giuffrida, Borgo.
I primi 1,8 km erano in superficie, nonché a binario unico, mentre i restanti 2 km erano a doppio binario e interrati.
Contestualmente all'apertura della tratta metropolitana Porto-Borgo, venne dismesso il binario di superficie tra Corso Italia e Borgo, per poi essere definitivamente smantellato negli anni successivi.
La metropolitana di Catania fu la prima metropolitana vera e propria della Sicilia.
Per oltre 17 anni la tratta metropolitana non si estese; intoppi d'ogni genere rallentarono i lavori di scavo. Infine il 12 dicembre 2016 venne aperta la tratta Galatea-Stesicoro; contestualmente fu sospesa la tratta Galatea-Porto e soppressa la fermata FS, sostituita dalla nuova fermata Giovanni XXIII.
Il 30 marzo 2017 venne aperta la tratta Borgo-Nesima, affiancandosi alla tratta in superficie a scartamento ridotto.

### L'ammodernamento della rete (2005-2015)
Risale al 1988 il progetto di interramento della tratta Catania Borgo-Paternò, con raddoppio del binario, conversione a scartamento ordinario ed elettrificazione.
Venne previsto anche l'ammodernamento della tratta ferroviaria tra Paternò e Adrano. L'appalto venne affidato al gruppo ICM, che iniziò i lavori di rettifica di tracciato, interramento stazioni ed eliminazione passaggi a livello il 22 aprile 1994. I lavori proseguirono a rilento con problematiche legate alla presenza di amianto nello scavo delle gallerie a Biancavilla. L'ultima consegna avvenne il 12 marzo 2015.
Nel 2000 il Ministero dei trasporti erogò un finanziamento di oltre 80 milioni di euro per l'inizio dei lavori progettati. Il «Piano d'interventi prioritari» del Ministero dei lavori pubblici (redatto a fine 2006), prevedeva un ammodernamento della tratta urbana Catania e Misterbianco, a carattere metropolitano sino ad Adrano, l'aggiunta di una tratta Catania-aeroporto e l'ammodernamento della restante tratta Adrano-Riposto, destinando un iniziale finanziamento di 90 milioni di euro, su un totale previsto di 540.
Nel corso del biennio 2010-2011 vennero in parte ultimate le varianti, con l'attraversamento sotterraneo dei centri abitati di Santa Maria di Licodia, Biancavilla e Adrano.
Le due nuove stazioni sotterranee, costruite nel territorio di Santa Maria di Licodia, sono: Santa Maria di Licodia Sud e Santa Maria di Licodia Centro, per una lunghezza complessiva di 2,5 km. L'attivazione delle nuove varianti comportò la dismissione graduale della storica tratta in superficie nonché della storica stazione di Santa Maria di Licodia.
Le quattro nuove stazioni, costruite nel territorio di Adrano, sono Adrano Cappellone, Adrano Centro, Adrano Naviccia e Adrano Nord. Le prime due stazioni sono interrate, mentre le altre due sono state costruite in superficie.
La tratta sotterranea, di circa 4 km, di cui 2 km in galleria, con le due stazioni sotterranee a carattere metropolitano, fu inaugurata il 12 giugno 2011 e attivata all'esercizio il 19 settembre successivo, dopo le autorizzazioni ministeriali e dell'USTIF, in concomitanza all'entrata in vigore dell'orario invernale.
In corrispondenza della stazione di Adrano Nord venne realizzata una piccola officina per i rotabili ferroviari, avente un binario a doppio scartamento (ridotto e ordinario); inoltre è presente un grande spiazzo per la sosta degli autobus che fanno capolinea o hanno origine dalla stessa stazione di Adrano Nord.
Fino al 2011 la ferrovia, ultima in Italia, era gestita da un commissario governativo; un apposito decreto del governo Berlusconi IV abolì tale figura, ponendola sotto la gestione governativa della Direzione generale Trasporto pubblico locale del Ministero delle infrastrutture e dei trasporti.
All'inizio del 2015 fu completato il restante tracciato in corso di ammodernamento e interramento, con l'entrata in funzione di quattro nuove stazioni nel territorio di Biancavilla, di cui due sotterranee (Centro e Colombo) e due di superficie con doppio binario (Pozzillo e Poggio Rosso), poste agli ingressi del tratto sotterraneo.
Nel mese di luglio 2015 l'ammodernamento dell'intera tratta Paternò-Adrano era stato ultimato, con numerose tratte in variante e sotterranee, e predisposta ad un eventuale futura elettrificazione, nonché al cambio dello scartamento da ridotto a ordinario in previsione del prolungamento della metropolitana di Catania.

### L'incerto futuro
Per decisione dell'ANSFISA, nonostante il rinnovato armamento, la velocità massima dei treni fu ridotta a 50 km/h e venne introdotto l'obbligo di arresto del treno in precedenza a tutti i passaggi a livello rimasti incustoditi. Tutto questo penalizzò l'esercizio, aumentando i tempi di percorrenza. Nel settembre del 2021 fu soppressa la fermata per servizio viaggiatori, tra Adrano e Riposto, nei seguenti caselli, fermate e stazioni: casello 46, Ruvolita, Passo Zingaro, Quattro Miglia, Ruvolazzo, Tartaraci, caselli 70, 71, 76 e 79, Terremorte, San Gerardo, caselli 95, 96 e 97 e Cutula, con penalizzazione dell'utenza locale e soprattutto turistica. Nonostante il grande potenziale turistico, il futuro dell'intera linea storica a scartamento ridotto divenne incerto. Nessun treno effettuava più il periplo intero del vulcano, venendo spezzati di fatto i treni tra Catania e Randazzo e tra Randazzo e Giarre. Alcune corse erano limitate a Paternò, Adrano, Bronte.
La costruzione della metropolitana, con un percorso simile a quello della linea di superficie, comportò all'inizio la chiusura definitiva all'esercizio della tratta urbana promiscua su strada, tra il Porto di Catania e Borgo. La prevista chiusura, nel 2018, delle tratte successive da Borgo a Nesima e Misterbianco venne prorogata a causa dei ritardi di esecuzione dei lavori delle tratte metropolitane corrispondenti. Nel 2020 le stringenti normative di esercizio dovute alla pandemia di COVID-19 contribuirono al drastico calo di utenza e alla riduzione di un certo numero di corse, sostituite da autoservizi. Anche dopo la fine delle restrizioni le corse non furono tutte ripristinate.

### Dismissione della tratta ferroviaria Catania Borgo-Paternò

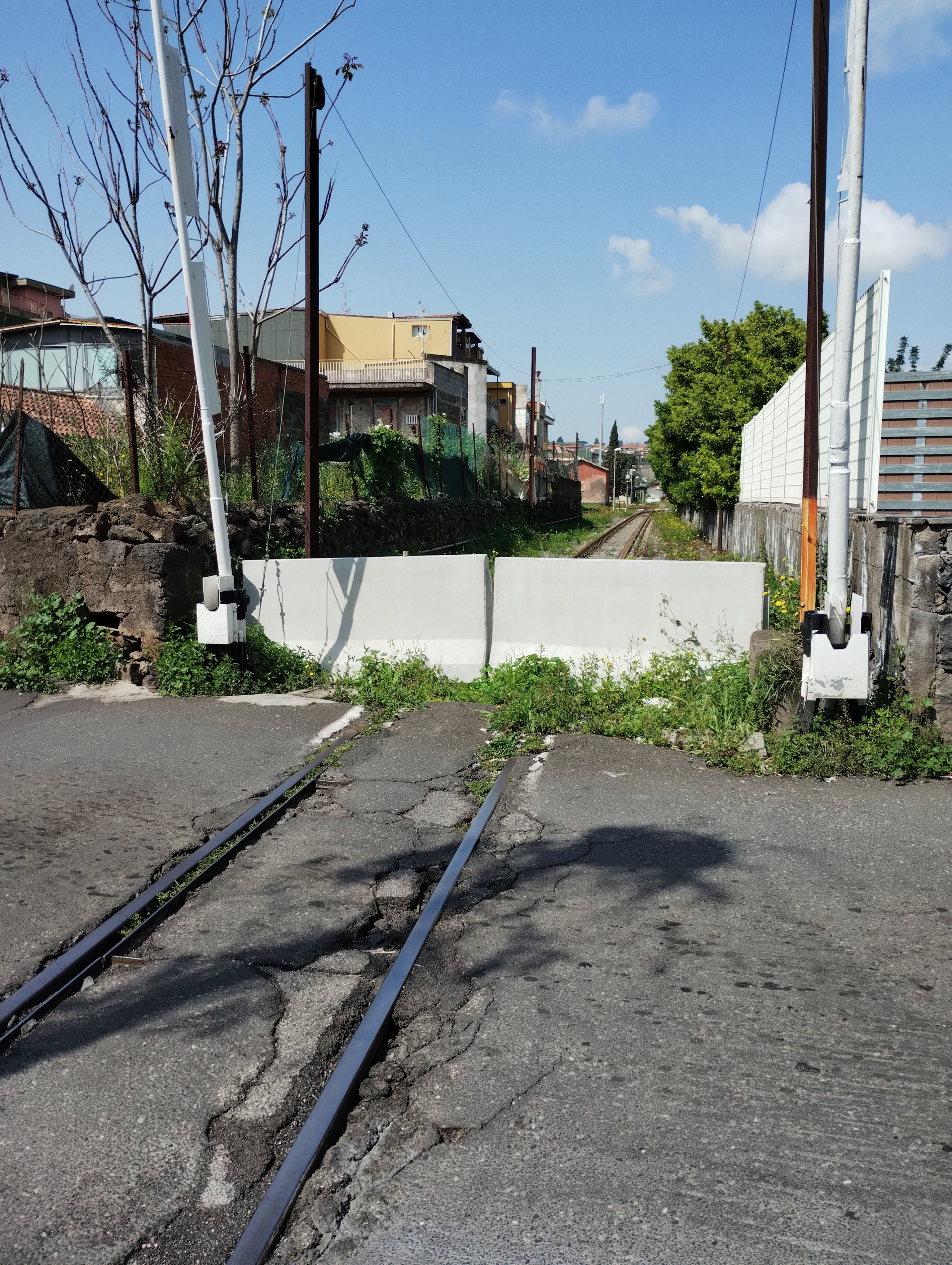
Stazione di Misterbianco. Passaggio a livello sbarrato lato strada

Il 15 giugno 2024 è stato l'ultimo giorno di esercizio della tratta Catania Borgo-Paternò, chiusa interamente in concomitanza con l'avvio dei lavori della tratta Misterbianco-Paternò della Metropolitana di Catania.
L'interferenza del tracciato di superficie con quello nuovo, a doppio binario e a scartamento ordinario, sussiste solo oltre Misterbianco, il che significa che le due linee, per quella parte di tracciato, non potrebbero coesistere. La chiusura della tratta non interferente fino a Misterbianco ha privato del servizio tutta l'ampia area popolata delle frazioni di tale città.
Dalla chiusura della tratta Catania Borgo-Paternò, dal 17 giugno 2024 le corse ferroviarie furono sostituite con autobus che percorrono il tragitto stradale quasi parallelo sulla SS121, entrando negli abitati in corrispondenza delle fermate da servire, fino a giungere al nuovo capolinea di Paternò per proseguire il viaggio in treno.
La tratta è stata in buona parte smantellata oltre Misterbianco; i passaggi a livello sono stati smontati o disattivati e la sede ferroviaria in corrispondenza sbarrata con lastroni di cemento armato.

## Lo Spazio Espositivo dei Rotabili Storici

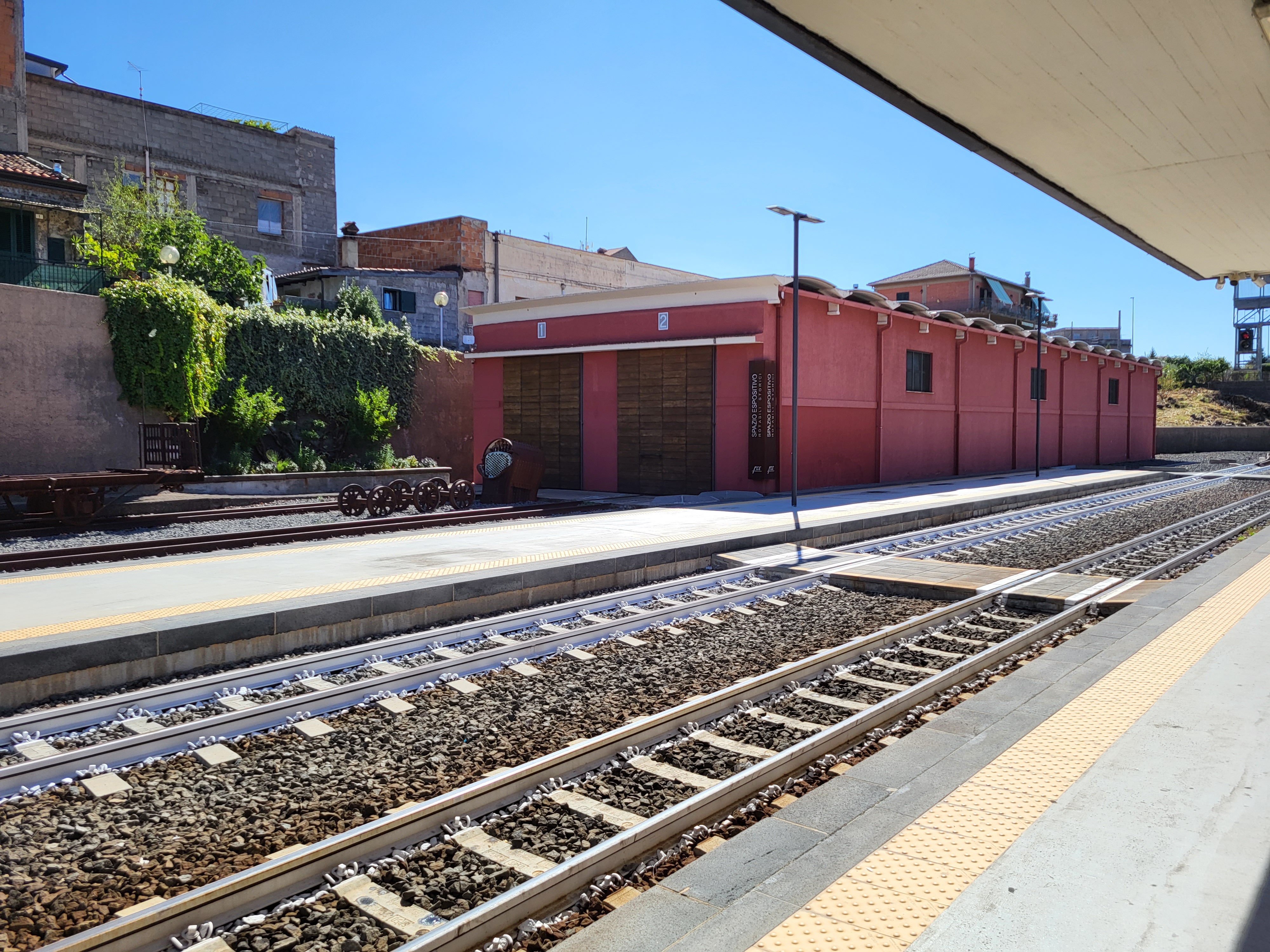
Lo storico deposito locomotive della stazione di Bronte, oggi convertito in Spazio Espositivo dei Rotabili Storici

Nel 2016 lo storico deposito locomotive della stazione di Bronte, da tanti anni in disuso, dopo gli opportuni restauri e adattamenti è stato convertito in Spazio Espositivo Rotabili Storici.

Lo Spazio Espositivo dei Rotabili Storici preserva al suo interno:
- due littorine ALn 56, di cui una funzionante;
- la locomotiva a vapore n. 10, denominata MASCALI, non funzionante;
- due carri merci, annessi alla stessa locomotiva a vapore n. 10.

Nei pressi dell'ingresso dello stesso Spazio Espositivo dei Rotabili Storici vi sono:
- lo chassis della storica carrozza reale, in attesa di restauro, su cui, il 31 maggio 1911, viaggiarono il re Vittorio Emanuele III e la regina Elena del Montenegro;
- la caldaia e tre assili provenienti da una o più locomotive a vapore, oggi non più esistenti.

Infine, esposto nei pressi della stazione di Bronte, vi è il carro gru utilizzato in passato per la ricostruzione di diverse infrastrutture della stessa Circumetnea.

## Rinnovo del materiale rotabile

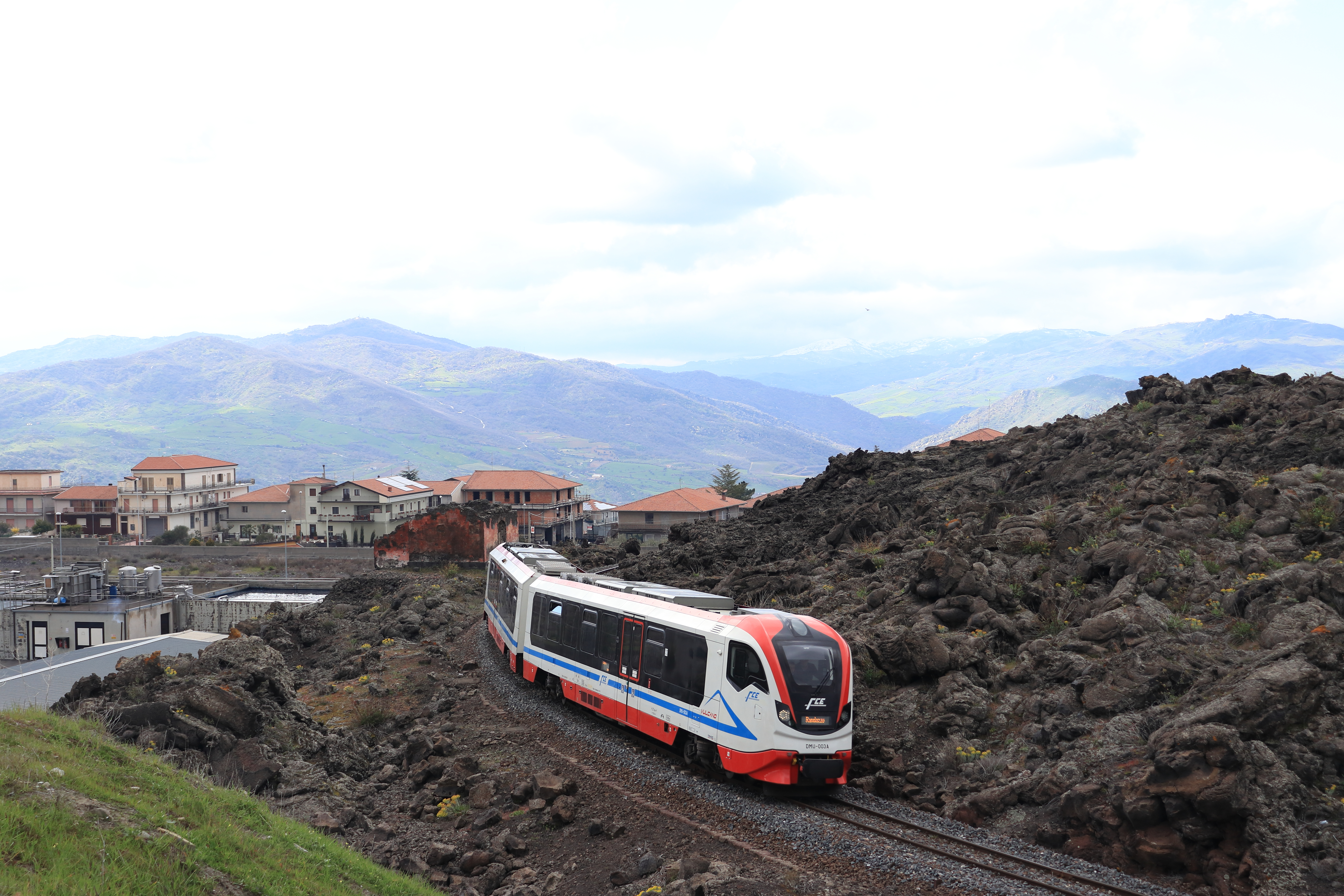
Il DMU 003, denominato Vulcano, in transito presso le sciare di Bronte, 26 marzo 2018.

Dopo quasi un ventennio dall'ultimo acquisto di rotabili nuovi, nel 2010 fu aggiudicata alla RSI Italia la commessa per la costruzione di 8 nuove unità binate diesel-elettriche, munite di ogni comfort, che avrebbero dovuto essere consegnate nel 2012. Successivamente, in conseguenza della crisi irreversibile, che portò alla messa in liquidazione della RSI-Costa Sistemi Ferroviari (ex Costamasnaga), l'ordinativo fu acquisito, nel settembre 2013, dalla società polacca Newag, che siglò, presso il Ministero delle infrastrutture e dei trasporti, il contratto per la fornitura di quattro complessi automotori, con un'opzione per la fornitura di altri sei complessi prevista entro i successivi quattro anni. La firma del contratto esecutivo avvenne tra le due parti, Zbigniew Konieczek per la Newag SA e l'ingegnere Virginio Di Giambattista, Direttore Generale TPR per il ministero. I nuovi convogli, del un valore complessivo di 14,8 milioni di euro, vennero messi in produzione nello stabilimento Newag di Nowy Sącz, in Polonia. La consegna dei primi treni venne annunciata per il mese di ottobre del 2015. Il primo treno della serie battezzata "Vulcano", DMU 001 A-B, giunse a Catania, via mare, su appositi carrelli stradali, il 1º dicembre del 2015, ed entro la fine di dicembre giunsero a Catania anche i treni DMU 002 e 003. L'ultimo treno della serie, il DMU 004, giunse il 28 giugno 2016, completando la prima fornitura.

## Dati generali

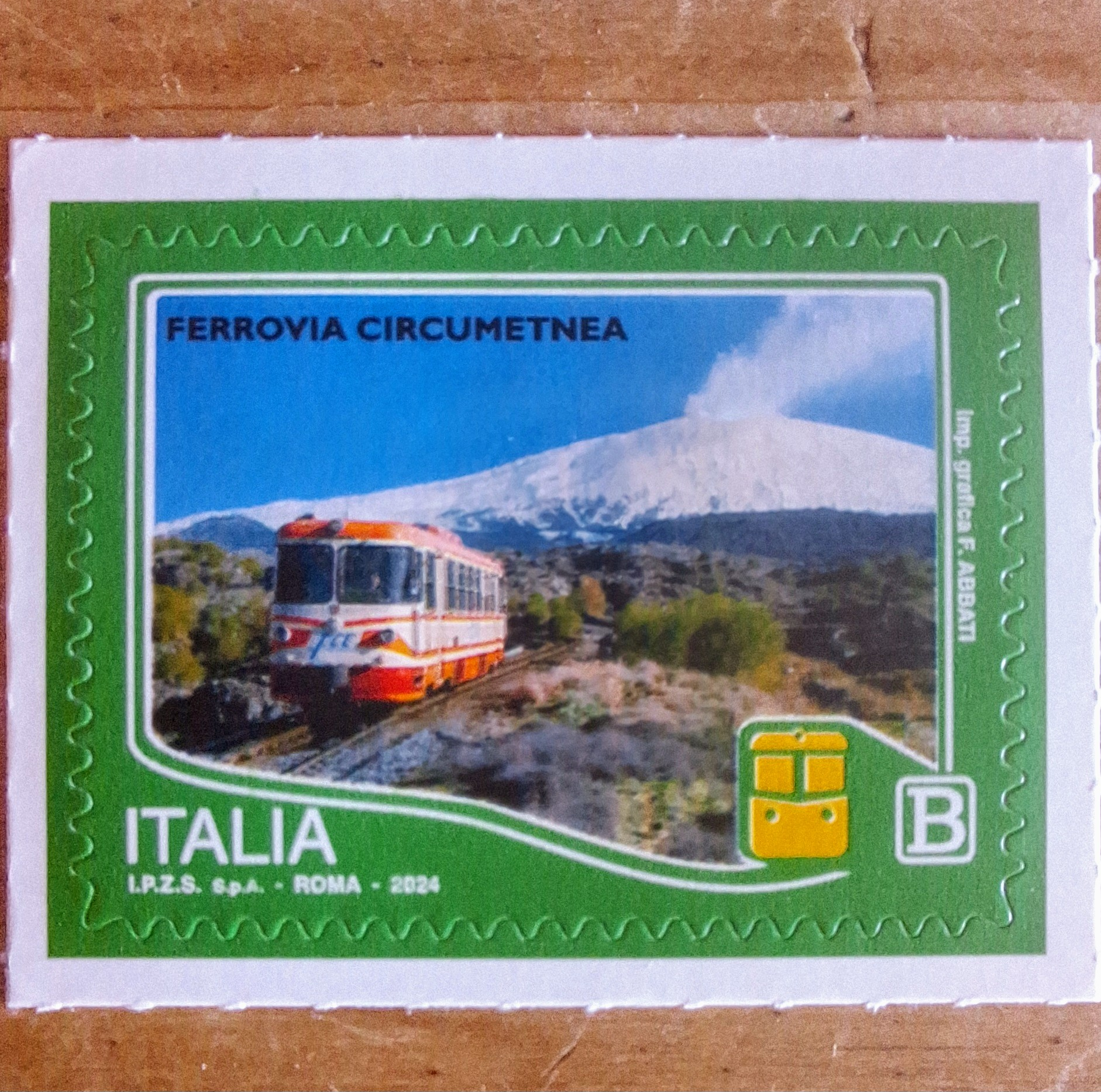
Francobollo commemorativo emesso il 2 agosto 2024 da Poste Italiane

- Anno di fondazione: 1883 (con regio decreto del 31 dicembre)
- Anno di inaugurazione: 1898
- Km: 110,963 (in origine, con partenza da Catania Porto, 114,700 km circa comprensivi della tratta metropolitana)
- Tempo di percorrenza: 190 min. circa (per il percorso completo fino a luglio 2024)
- Stazioni: 30
- Galleria più lunga: Biancavilla 3165 m
- Pendenza massima: 36 per mille
- Altezza massima raggiunta: 976 m.s.l.m. (nei pressi di Rocca Calanna)
- Velocità commerciale: 35 km/h
- Mezzi di trazione: 21 automotrici Diesel (di cui 12 funzionanti), 4 treni "Vulcano", 2 ALn 56 (Littorine) del 1937 (di cui una funzionante)
- Depositi automotrici: Catania Borgo, Adrano, Bronte, Randazzo, Riposto.
- Officina aziendale: Catania Borgo.

## Materiale rotabile

### Locomotive a vapore
| Unità                      | Anno di acquisizione | Costruttore                          | N. costruzione | Note |
| -------------------------- | -------------------- | ------------------------------------ | -------------- | --- |
| 1 - Randazzo               | 1890                 | Hawthorn Leslie and Company          |                | Demolita |
| 2 - Linguaglossa           | 1890                 | Hawthorn Leslie and Company          |                | Demolita |
| 3 - Biancavilla            | 1894                 | Ernesto Breda                        |                | Demolita |
| 4 - Misterbianco           | 1894                 | Ernesto Breda                        |                | Demolita |
| 5 - Paternò                | 1894                 | Ernesto Breda                        |                | Demolita |
| 6 - Bronte                 | 1894                 | Ernesto Breda                        |                | Demolita |
| 7 - Adernò                 | 1894                 | Ernesto Breda                        |                | Demolita |
| 8 - Maletto                | 1894                 | Ernesto Breda                        |                | Demolita |
| 9 - Castiglione            | 1894                 | Ernesto Breda                        |                | Demolita |
| 10 - Mascali               | 1894                 | Ernesto Breda                        | 302            | Preservata, non funzionante nello Spazio Espositivo Rotabili Storici di Bronte                               |
| 11 - Giarre                | 1894                 | Ernesto Breda                        |                | Demolita |
| 12 - Licodia               | 1894                 | Ernesto Breda                        |                | Demolita |
| 13 - Walther Sousendt      | 1910                 | Ernesto Breda                        |                | Restituita alla fabbrica entro l'anno                                                                        |
| 14 - Carlo V               | 1910                 | Ernesto Breda                        |                | Restituita alla fabbrica entro l'anno                                                                        |
| 15 - Spedalieri            | 1910                 | Ernesto Breda                        |                | Restituita alla fabbrica entro l'anno                                                                        |
| 16 - Gemellaro             | 1910                 | Ernesto Breda                        |                | Restituita alla fabbrica entro l'anno                                                                        |
| 13 - Catania               | 1911/12              | Officine Catania Borgo               |                | Riutilizza il numero 13; demolita                                                                            |
| 14 - La Meuse (soprannome) | 1926 (1909)          | Ateliers de construction de La Meuse | 2224           | Riutilizza il numero 14; acq. usata ex-Alifana, preservata, non funzionante, nella stazione di Catania Borgo |

Nel 1910 la Circumetnea, per far fronte all'aumento del traffico, soprattutto turistico, acquisì nuovo materiale rotabile dalla Breda; tuttavia, le quattro locomotive fornite, di uguale rodiggio, ma più pesanti (33 t) e differenti dalle precedenti, in quanto costruite sul modello fornito alle Ferrovie Economiche Biellesi, non fornirono un buon risultato e vennero restituite alla fabbrica entro poco tempo.
La locomotiva n. 14 venne acquistata, usata, nel 1926 dalla Ferrovia Alifana e, a differenza delle altre locomotive a vapore, ad essa non venne attribuito un proprio nome.
Sono state preservate solo due locomotive a vapore: la n. 10, denominata Mascali, e la n. 14 (ex Alifana, nota come La Meuse, nome proveniente dal nome della fabbrica di Liegi che l'aveva prodotta), ambedue non operative ed usate solo per esposizione.

### Automotrici
| Gruppo e numeri       | Anni di acquisizione | Costruttore                  | Tipologia trazione | Alimentazione | Miniatura | Note                                                                |
| --------------------- | -------------------- | ---------------------------- | ------------------ | ------------- | --------- | ------------------------------------------------------------------- |
| ALn 56.01-06          | 1937                 | Fiat ferroviaria             | Meccanica          | Gasolio       |           | 4 unità demolite (l'ALn 56.02, 56.03, 56.04 e la 56.05)             |
| ALn 541-542           | 1956                 | Officine Ranieri             | Meccanica          | Gasolio       |           | 1 unità demolita (l'ALn 541)                                        |
| ALn 52.10             | 1957                 | Officine Ranieri             | Meccanica          | Gasolio       |           | 1 unità, trasformata in Officina mobile, e successivamente demolita |
| AL 35 01-03           | 1957                 | Officine Ranieri             | Meccanica          | Gasolio       |           | tutte le unità sono state demolite                                  |
| ADe 01-03             | 1961-62              | Stanga-TIBB-Fiat Ferroviaria | Diesel-elettrica   | Gasolio       |           | 2 unità demolite (l'ADe 01 e l'ADe 02)                              |
| ADe 07-10             | 1979                 | Stanga-TIBB-Fiat Ferroviaria | Diesel elettrica   | Gasolio       |           | 2 unità demolite (l'ADe 07 e l'ADe 10)                              |
| RALn 64 01-06         | 1979                 | Fiat ferroviaria             | Meccanica          | Gasolio       |           | 1 unità demolita (la RALn 6401)                                     |
| ADe 11-20             | 1980                 | Stanga-TIBB-Fiat Ferroviaria | Diesel-elettrica   | Gasolio       |           | 3 unità revampizzate (l'ADe 18, l'ADe 19 e l'ADe 16)                |
| ADe 21-25             | 1990-91              | ITIN-Italimprese Industrie   | Diesel-elettrica   | Gasolio       |           | 1 unità accantonata (l'ADe 21)                                      |
| DMU 001-004 "Vulcano" | 2015                 | Newag                        | Diesel-elettrica   | Gasolio       |           | Ciascun autotreno è composto da 2 casse (A e B)                     |

La ferrovia Circumetnea si dotò di automotrici a gasolio nel 1937, puntando sul tipo di automotrici di largo successo prodotto dalla Fiat; si trattava di 6 unità uguali, immatricolate ALn 56.01-06, munite di 2 motori e da 56 posti a sedere. Di queste sei unità di automotrici ne sono state preservate due: l'ALn 56.01 e l'ALn 56.06; l'unità 56.01 non è più marciante ed è preservata presso lo spazio espositivo dei rotabili storici, mentre l'unità 56.06 è stata restaurata e riportata nei colori originali; anch'essa è preservata presso lo spazio espositivo dei rotabili storici, è funzionante ed è utilizzata per scopi turistici, prevalentemente nella tratta Bronte-Randazzo.
Nel dopoguerra il parco venne integrato dai nuovi rotabili costruiti dalle officine Ranieri di Roma, ovvero, le due automotrici ALn 541 e 542, con le relative rimorchiate R.551 ed R.552. Oltre a questi ultimi si aggiunsero dei rotabili usati provenienti dalla dismessa ferrovia Rimini-Novafeltria, ossia l'automotrice bimotore a carrelli ALn 52.10 e tre automotrici monomotore AL 35 ad assi, sempre di costruzione Ranieri.
Tutte le automotrici AL 35 ad assi furono demolite. L'ALn 541 fu demolita nel 2014. L'ALn 542 è accantonata presso una delle rimesse della stazione di Riposto. L'ALn 52.10, che la FCE trasformò come carro da soccorso, fu demolita nel 2015.
Negli anni 1960 il parco obsoleto venne rinnovato con l'immissione di automotrici diesel elettriche di costruzione Stanga-TIBB; si trattava delle ADe 01-03, ADe 07-10, immesse nel parco rotabili nel 1980 (ex automotrici M4.150 delle Ferrovie Calabro Lucane), e delle ADe 11-20, anch'esse di costruzione Stanga-TIBB.
Alla fine degli anni 1970 furono acquistate, usate, 6 automotrici ex-FS della serie RALn 60, trasformate, presso le officine del deposito locomotive di Catania Borgo, in RALn 64, con la sostituzione dei motori, l'allungamento della parte frontale, quindi con la costruzione di una nuova cabina di guida, e l'applicazione di porte pneumatiche a due battenti.
Nel 1991 vi fu un ulteriore ammodernamento del parco rotabili, con l'acquisto delle automotrici diesel-elettriche ADe 21-25, costruite dalla ITIN.
Nel settembre del 2013, dopo uno stallo di tre anni dovuto al fallimento della RSI international (ex-Costamasnaga), che avrebbe dovuto consegnare otto nuove unità binate entro il 2012, la FCE siglò l'accordo con la ditta polacca Newag che, avendo rilevato la precedente commessa, provvide a realizzare 4 nuovi complessi binati automotori. Il primo nuovo treno (DMU 001) arrivò a Catania il 1º dicembre 2015, altri due giunsero il 13 e il 15 dicembre. Nella prima metà del 2016 gli autotreni Vulcano iniziarono le corse di prova e di abilitazione del personale e, gradatamente, iniziarono a svolgere servizio passeggeri con alcuni treni giornalieri.

### Rimorchiate
| Gruppo e numeri     | Anni di acquisizione | Costruttore      | Miniatura | Note                                                                                |
| ------------------- | -------------------- | ---------------- | --------- | ----------------------------------------------------------------------------------- |
| R.551-552           | 1954                 | Officine Ranieri |           | 2 unità prodotte, accantonate nel 2019                                              |
| Carrozze n. 04-06   |                      |                  |           | 3 unità prodotte, 1 unità demolita (la n. 04), le altre sono accantonate            |
| Carrozze n. 255-258 |                      |                  |           | 4 unità prodotte, tutte demolite, ad eccezione della n. 258, la quale è accantonata |
| Carrozze n. 322-323 |                      |                  |           | 2 unità prodotte, 1 unità demolita (la n. 323), l'altra è accantonata               |

### Rotabili di servizio
| Gruppo e numeri | Anni di acquisizione | Costruttore      | Miniatura | Note                                                  |
| --------------- | -------------------- | ---------------- | --------- | ----------------------------------------------------- |
| ALn 52.10       | 1957                 | Officine Ranieri |           | Officina mobile, alienata per demolizione nel 2015    |
| AGR 140c        | 2016                 |                  |           | 2 unità: Mc 01 ed Mc 02 + 2 carri pianali P 201 P 202 |

## Percorso
|  |  | Unknown route-map component "uexKBHFa" | Unknown route-map component "exKBHFa" | Continuation backward |

|  |  | Unused straight waterway | Unknown route-map component "xKRWg+l" | Unknown route-map component "KRWr" |

|  | Unknown route-map component "uexHST" | Station on track |

| Unknown route-map component "CONTgq" | Unused waterway under railway bridge | One way rightward |

|  |  | Unused straight waterway | Unknown route-map component "utSTR+l" | Unknown route-map component "utCONTfq" |

|  | Unknown route-map component "exSTR" + Unknown route-map component "uexKRWl" | Unknown route-map component "uetKRWg+r" |

|  | Unknown route-map component "exHST" | Urban tunnel stop on track |

|  | Unknown route-map component "exHST" | Urban tunnel stop on track |

|  | Unknown route-map component "exSTR" | Urban tunnel stop on track |

|  | Unknown route-map component "exBHF" | Urban tunnel stop on track |

|  | Unknown route-map component "exTUNNEL2" | Urban tunnel stop on track |

|  | Unknown route-map component "exHST" | Urban tunnel stop on track |

|  | Unknown route-map component "exSTR" | Urban tunnel stop on track |

|  | Unknown route-map component "exBHF" | Urban tunnel stop on track |

|  |  | Unknown route-map component "exSTR" | Unknown route-map component "utSTRl" | Unknown route-map component "utCONTfq" |

| Unknown route-map component "exHST" |

| Unknown route-map component "exSKRZ-Ao" |

| Unknown route-map component "exBHF" |

| Unknown route-map component "exBHF" |

| Unknown route-map component "exBHF" |

| Unknown route-map component "exHST" |

|  |  | Unknown route-map component "exSTR" | Unknown route-map component "exSTR+l" | Unknown route-map component "exCONTfq" |

|  | Unknown route-map component "KBHFxa" | Unknown route-map component "exBHF" |

|  |  | Straight track | Unknown route-map component "exSTRl" | Unknown route-map component "exCONTfq" |

| Unknown route-map component "KRW+l" | Unknown route-map component "xKRWgr" |  |

| Straight track | Unknown route-map component "exHST" |  |

| Unknown route-map component "KRWl" | Unknown route-map component "xKRWg+r" |  |

| Unknown route-map component "KRW+l" | Unknown route-map component "xKRWgr" |  |

| Unknown route-map component "tSTRa" | Unknown route-map component "exSTR" |  |

| Unknown route-map component "tBHF" | Unknown route-map component "exSTR" |  |

| Unknown route-map component "tHST" | Unknown route-map component "exSTR" |  |

| Unknown route-map component "tSTR" | Unknown route-map component "exBHF" |  |

| Unknown route-map component "tSTRe" | Unknown route-map component "exSTR" |  |

| Unknown route-map component "eKRWgl" | Unknown route-map component "exKRWg+r" |  |

| Station on track | Unknown route-map component "exSTR" |  |

| Unknown route-map component "tSTRa" | Unknown route-map component "exSTR" |  |

| Unknown route-map component "tHST" | Unknown route-map component "exSTR" |  |

| Unknown route-map component "tSTR" | Unknown route-map component "exBHF" |  |

| Unknown route-map component "tHST" | Unknown route-map component "exSTR" |  |

| Unknown route-map component "tSTR" | Unknown route-map component "exBHF" |  |

| Unknown route-map component "tSTRe" | Unknown route-map component "exSTR" |  |

| Station on track | Unknown route-map component "exSTR" |  |

| Unknown route-map component "eKRWg+l" | Unknown route-map component "exKRWgr" |  |

| Unknown route-map component "tSTRa" | Unknown route-map component "exSTR" |  |

| Unknown route-map component "tHST" | Unknown route-map component "exSTR" |  |

| Unknown route-map component "tSTR" | Unknown route-map component "exHST" |  |

| Unknown route-map component "tHST" | Unknown route-map component "exSTR" |  |

| Unknown route-map component "tSTR" | Unknown route-map component "exBHF" |  |

| Unknown route-map component "tSTRe" | Unknown route-map component "exSTR" |  |

| Unknown route-map component "KRWl" | Unknown route-map component "xKRWg+r" |  |

| Stop on track |

| Station on track |

| Unknown route-map component "eHST" |

| Unknown route-map component "eHST" |

| Unknown route-map component "eBHF" |

| Unknown route-map component "eHST" |

| Unknown route-map component "eBHF" |

| Stop on track |

| Station on track |

| Unknown route-map component "eBHF" |

| Unknown route-map component "tSTRa" |

| Unknown route-map component "tGIPl" |

| Unknown route-map component "tSTRe" |

| Station on track |

| Unknown route-map component "eHST" |

| Station on track |

| Unknown route-map component "eHST" |

| Unknown route-map component "eHST" |

|  | Station on track | Unknown route-map component "exKBHFa" |

|  |  | Straight track | Unknown route-map component "exSTRl" | Unknown route-map component "exCONTfq" |

| Unknown route-map component "eHST" |

| Unknown route-map component "eBHF" |

| Station on track |

| Unknown route-map component "eHST" |

|  | Unknown route-map component "xKRWgl" | Unknown route-map component "KRW+r" |

|  | Unknown route-map component "exSTR" | Station on track |

|  | Unknown route-map component "exHST" | Straight track |

|  | Unknown route-map component "xKRWg+l" | Unknown route-map component "KRWr" |

| Unknown route-map component "eHST" |

|  | Unknown route-map component "eKRWgl" | Unknown route-map component "exKRW+r" |

|  | Straight track | Unknown route-map component "exBHF" |

|  | Station on track | Unknown route-map component "exSTR" |

|  | Unknown route-map component "eKRWg+l" | Unknown route-map component "exKRWr" |

| Unknown route-map component "eHST" |

| Station on track |

| Unknown route-map component "eBHF" |

| Unknown route-map component "eHST" |

| Station on track |

| Unknown route-map component "eHST" |

| Stop on track |

| Unknown route-map component "eHST" |

| Unknown route-map component "eHST" |

| Station on track |

| Unknown route-map component "SKRZ-Au" |

| Unknown route-map component "eHST" |

| Stop on track |

|  |  | Straight track | Unknown route-map component "STR+l" | Unknown route-map component "CONTfq" |

|  | Station on track + Unknown route-map component "HUBaq" | Station on track + Unknown route-map component "HUBeq" |

| Unknown route-map component "CONTgq" | Unknown route-map component "KRZu" | One way rightward |

| Unknown route-map component "eHST" |

| End station |

### Varianti
- Variante di Scalilli: Riapertura del tratto Bronte-Paternò 21 settembre 2009, chiusura Scalilli non precisata[53]
- Variante di Santa Maria di Licodia: apertura 11 settembre 2010, in esercizio 20 settembre 2010; Santa Maria di Licodia Sud stazione con doppio binario per incroci; Santa Maria di Licodia Centro fermata.[54]
- Variante di Adrano: Galleria urbana di Adrano con fermate Adrano Centro e Adrano Cappellone, in corrispondenza rispettivamente delle stazioni in superficie di Adrano e Adrano Cappellone (fermata), inaugurate 11 giugno 2011; treno inaugurale 17 settembre e attivazione 19 settembre 2011.[55][56]
- Fermata in superficie di Adrano Cappellone realizzata negli anni settanta[57]
- Ad Adrano in contrada Naviccia nuova fermata in via di completamento nella seconda metà del 2009.[58]
- Adrano 38+998, 587 m; Santa Maria di Licodia 29+241, 442 m[59]

### Servizio automobilistico
Il servizio ferroviario è integrato da una rete di servizi su gomma. Il servizio automobilistico è disciplinato da concessioni rilasciate dall'Assessorato ai trasporti della Regione Siciliana.
- Randazzo - Maletto - Bronte - Adrano N;.[61]
- Adrano Nord – Paternò – Misterbianco - Catania;[61]
- Adrano Nord - Paternò - Belpasso - Nicolosi;[61]
- Randazzo – Bronte – Adrano N.;[61]
- Randazzo – Castiglione - Linguaglossa– Fiumefreddo - Giarre – Acireale – Catania;[61]
- Linguaglossa - Piedimonte etneo - Mascali - Giarre - Riposto
- Stazione di Belpasso-Piano Tavola - comune di Belpasso;[61]
- Servizio urbano Catania-Lineri.[61]

A partire dal 17 giugno 2024 è stato istituito il servizio sostitutivo di quello ferroviario soppresso tra Catania Metro Nesima (circonvallazione di Catania) e Paternò, con fermate urbane a Lineri, Misterbianco Centro, Piano Tavola, Valcorrente (Etnapolis). Le corse sostitutive giornaliere previste dei treni sono sei di andata e ritorno.